# Gymnotus sylvius
Gymnotus sylvius es una especie de pez de agua dulce del género Apteronotus de la familia Gymnotidae, en el orden de los Gymnotiformes. Es denominada comúnmente morena, mamacha o botellona. Se distribuye en ambientes acuáticos del centro-este de Sudamérica.

## Características y costumbres
Puede llegar a alcanzar los 8,4 cm de longitud total. Presenta un patrón de coloración consistentente en bandas oblicuas oscuras y pálidas, estas últimas son más delgadas.
Ocurre de manera sintópica con otras especies congenéricas: Gymnotus inaequilabiatus y G. pantanal.

## Taxonomía
Esta especie fue descrita originalmente en el año 1999 por los ictiólogos James S. Albert y Flora Maria de Campos Fernandes-Matioli.
Etimología
Etimológicamente el nombre genérico Gymnotus viene de la palabra del idioma griego: gymnos que significa 'desnudo'.

## Distribución y hábitat
Esta especie se distribuye en cursos fluviales de pendiente atlántica del oriente de Sudamérica, con registros en el sudeste del Brasil, en los ríos Ribeira de Iguape, Paraíba do Sul y Pardo. También posee registros para la cuenca del Plata, en el nordeste de la Argentina.